# Eugène Vast
Pour les articles homonymes, voir Vast.
Eugène Vast est un organiste et compositeur français né le 4 juillet 1833 à Fontaine-la-Soret et mort le 21 février 1911 à Paris.

## Biographie
Eugène-Antoine Vast naît le 4 juillet 1833 à Fontaine-la-Soret, dans l'Eure,,.
Dans sa jeunesse, il est élève d'Alexandre Boëly et Félix Danjou à la maîtrise de Notre-Dame de Paris, avant d'étudier au Conservatoire de Paris, où il obtient en 1853 un 1er prix en classe de contrepoint et fugue ainsi qu'un 1er prix d'orgue dans la classe de François Benoist,,.
Professionnellement, Eugène Vast fait toute sa carrière comme organiste à l'église Saint-Germain-l'Auxerrois de Paris, initialement comme organiste accompagnateur, puis, à partir de 1852, comme titulaire des grandes orgues à la suite d'Alexandre Boëly,.
En 1854, élève d'Adolphe Adam, il obtient un deuxième second grand prix de Rome, avec sa cantate Francesca da Rimini,.
Comme interprète, bien que se produisant rarement en public, Vast inaugure les orgues de Notre-Dame-des-Blanc-Manteaux en 1867 et de Saint-Médard d'Épinay-sur-Seine en 1893.
Comme compositeur, il est principalement connu pour ses œuvres pour orgue, des « compositions fort élégantes (en particulier les pièces d'orgue parues chez Gautier puis Pinatel, 1876-82) [qui] témoignent d'une personnalité musicale attachante ». 
Eugène Vast meurt à Paris le 21 février 1911,.